# Tamaran
Tamaran è un pianeta immaginario dell'universo fumettistico DC, creato da Marv Wolfman sulle pagine dei Teen Titans all'inizio degli anni ottanta.
È noto soprattutto per essere il pianeta natale di Starfire (vero nome Koriand'r), supereroina membro dei Giovani Titani e principessa del pianeta. Il pianeta è stato distrutto in una sanguinosa guerra, ma la famiglia reale (oltre a Koriand'r anche i genitori Myand'r e Luand'r, la sorella Komand'r e il fratello Ryand'r) è riuscita insieme ad altri abitanti a trovare rifugio sul pianeta Karna.

## Abitanti
I Tamaraniani sono umanoidi dalla pelle ambrata che discendono da una razza felinoide e sono devoti alla dea X'Hal. Hanno il potere di volare, respirare nello spazio senza ossigeno e possono assorbire il linguaggio di un'altra specie tramite il contatto labiale. I tamaraniani sono persone molto appassionate e guidate più dalle emozioni che dalla ragione. 
Sono inoltre dotati di enorme forza e resistenza e rinomati per la loro abilità guerriera, ma sebbene siano guerrieri insolitamente feroci, la loro capacità di amare è persino maggiore della loro capacità di odiare.
Sia Starfire che Blackfire (sua sorella Komand'r) hanno acquisito l'abilità di sparare raggi di energia dopo aver subito degli esperimenti dalla razza degli Psion.

## Altri media
Tamaran compare nelle serie animate Teen Titans e Teen Titans Go!.